# Eremo di Tizzano
Il santuario del Santissimo Crocifisso alla Parrocchia dei SS. Giovanni Battista e Benedetto di Tizzano, più noto semplicemente come Eremo di Tizzano, è una chiesa della località omonima di Casalecchio di Reno, nella città metropolitana di Bologna.

## Storia
La costruzione del monastero iniziò nel 1655 per volere dei monaci camaldolesi. I lavori terminarono solo nel 1741 circa, quando la chiesa fu consacrata a san Benedetto.
Nel 1799 la vecchia chiesa di Tizzano, intitolata a san Giovanni Battista, fu chiusa dal direttorio francese e la chiesa dell'Eremo divenne una parrocchia al suo posto. La nuova parrocchia ebbe così due santi protettori: san Benedetto, a ricordo della comunità monastica, e san Giovanni Battista, antico titolare.

## Collocazione
L'Eremo si trova a Tizzano, piccola frazione di soli 14 abitanti del comune di Casalecchio di Reno. Sorge su un colle alto 243 m s.l.m., da cui si gode uno splendido panorama che spazia su tutta la pianura bolognese. Si può scorgere sulla destra la valle del Reno, di fronte il Santuario di San Luca e, in assenza di foschia, fino al Monte Mario e a Badolo.

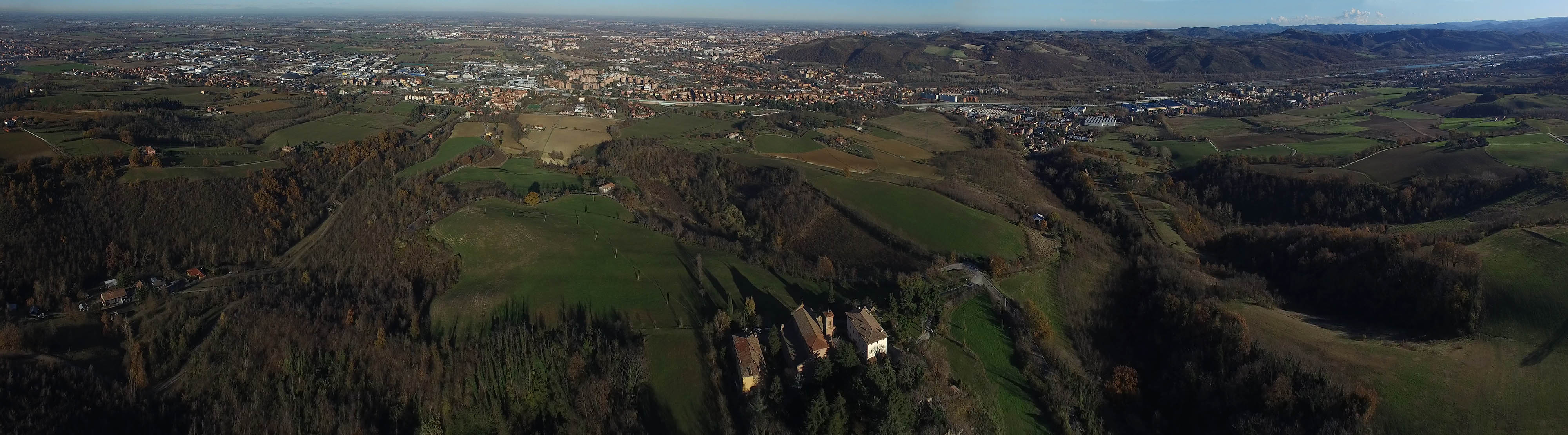
Il panorama dall'eremo di Tizzano

## Descrizione

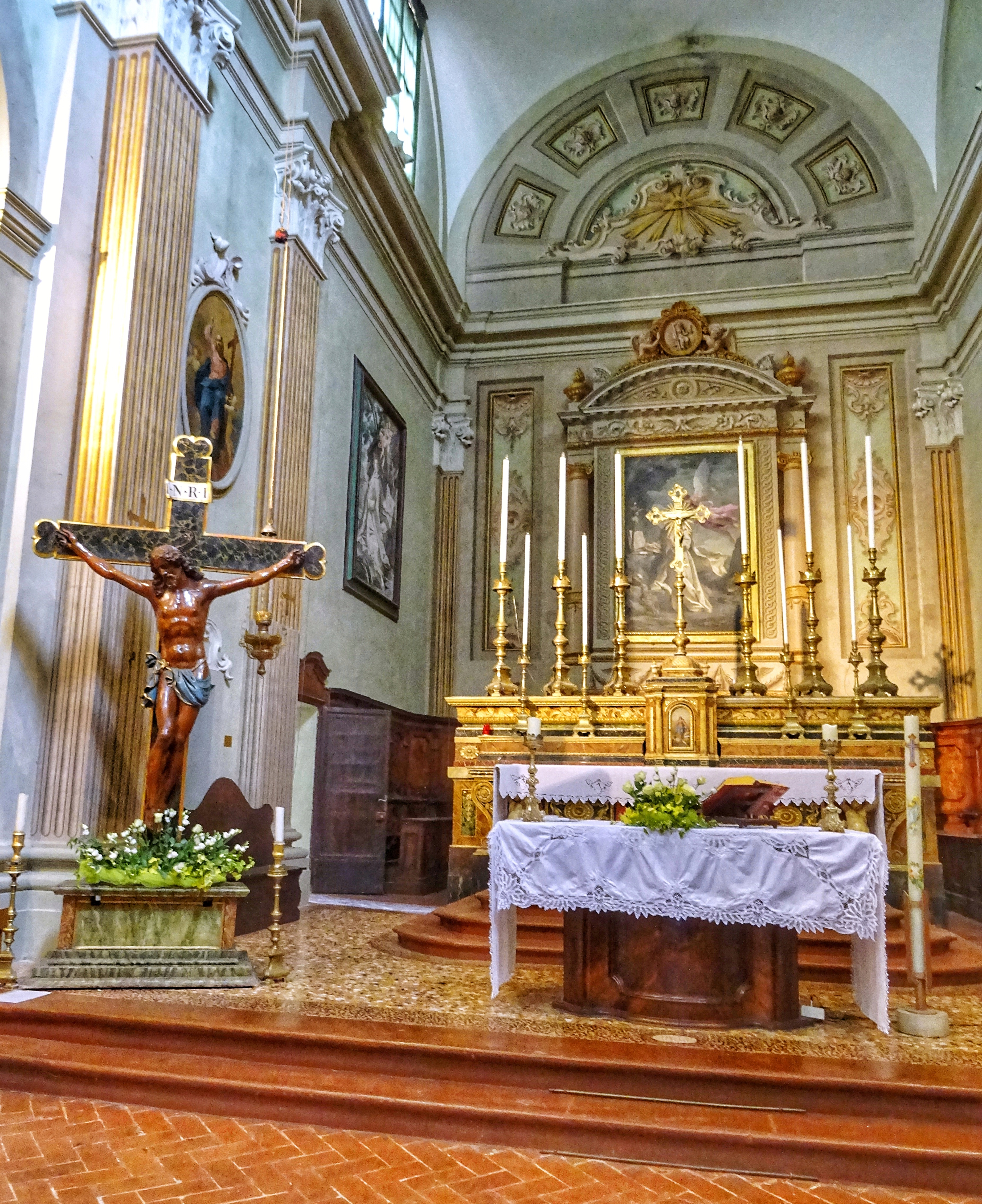
L'interno

All'esterno presenta uno stile barocco bolognese semplice ed elegante. Sul lato sinistro dell'edificio si erge il campanile, costruito nel 1724 e un tempo abitato dal Priore. I resti di due delle originarie diciassette celle per i monaci eremiti sono visibili nell'ampio prato sul retro. Da lì si può inoltre accedere a una chiesina secondaria, una sorta di cantina consacrata, che al tempo della seconda guerra mondiale servì da rifugio.
All'interno, la navata unica, alta e luminosa, è circondata da sei cappelle laterali, collegate fra loro da stretti passaggi e decorate da opere pittoriche di ottima fattura. L'opera d'arte più importante conservata all' interno è un crocifisso ligneo situato nella seconda cappella a sinistra, databile alla seconda metà del XVI secolo. Alla base del crocefisso è riposto un reliquiario che, secondo la tradizione, custodirebbe frammenti della Vera Croce ed altre reliquie.

## Celebrazioni
La piccola parrocchia di Tizzano festeggia il suo crocifisso il 3 maggio. Nel caso in cui cada di venerdì i festeggiamenti hanno una particolare solennità.